# Kaaris/Diskografie
Diese Diskografie ist eine Übersicht über die musikalischen Werke des französischen Rappers Kaaris. Den Schallplattenauszeichnungen zufolge hat er bisher mehr als 4,7 Millionen Tonträger verkauft. Seine erfolgreichste Veröffentlichung ist die Single Panama mit über 350.000 verkauften Einheiten.

## Alben

### Studioalben
| Jahr | Titel Musiklabel                       | Höchstplatzierung, Gesamtwochen, AuszeichnungChartplatzierungen (Jahr, Titel, Musiklabel, Platzierungen, Wochen, Auszeichnungen, Anmerkungen) | Höchstplatzierung, Gesamtwochen, AuszeichnungChartplatzierungen (Jahr, Titel, Musiklabel, Platzierungen, Wochen, Auszeichnungen, Anmerkungen) | Höchstplatzierung, Gesamtwochen, AuszeichnungChartplatzierungen (Jahr, Titel, Musiklabel, Platzierungen, Wochen, Auszeichnungen, Anmerkungen) | Anmerkungen                                               |
| Jahr | Titel Musiklabel                       | FR | BEW | CH | Anmerkungen                                               |
| ---- | -------------------------------------- | --- | --- | --- | --------------------------------------------------------- |
| 2013 | Or noir Virgin Music (UMG)             | FR3 ×2Doppelplatin · (35 Wo.)FR | BEW12 (20 Wo.)BEW | CH35 (1 Wo.)CH | Erstveröffentlichung: 21. Oktober 2013                    |
| 2014 | Or Noir Part II Virgin Music (UMG)     | FR137 (6 Wo.)FR | BEW13 (14 Wo.)BEW | CH63 (1 Wo.)CH | Erstveröffentlichung: 3. März 2014                        |
| 2015 | Le bruit de mon âme Virgin Music (UMG) | FR4 Gold · (22 Wo.)FR | BEW14 (22 Wo.)BEW | CH22 (1 Wo.)CH | Erstveröffentlichung: 30. März 2015                       |
| 2016 | Okou Gnakouri Virgin Music (UMG)       | FR8 ×2Doppelplatin · (90 Wo.)FR | BEW21 (48 Wo.)BEW | CH57 (2 Wo.)CH | Erstveröffentlichung: 11. November 2016                   |
| 2017 | Dozo Virgin Music (UMG)                | FR3 ×2Doppelplatin · (63 Wo.)FR | BEW9 (43 Wo.)BEW | CH59 (1 Wo.)CH | Erstveröffentlichung: 3. November 2017                    |
| 2019 | Or noir Part 3 Virgin Music (UMG)      | FR2 Platin · (42 Wo.)FR | BEW2 (28 Wo.)BEW | CH13 (4 Wo.)CH | Erstveröffentlichung: 25. Januar 2019                     |
| 2020 | 2.7.0 OG Records / Virgin Music (UMG)  | FR4 Platin · (58 Wo.)FR | BEW5 (25 Wo.)BEW | CH13 (3 Wo.)CH | Erstveröffentlichung: 4. September 2020                   |
| 2022 | SVR OG Records / Oyoki Industry SME    | FR1 Gold · (19 Wo.)FR | BEW5 (10 Wo.)BEW | CH12 (2 Wo.)CH | Erstveröffentlichung: 28. Januar 2022 mit Kalash Criminel |
| 2023 | Day One OG Records                     | FR14 (24 Wo.)FR | BEW27 (7 Wo.)BEW | CH23 (1 Wo.)CH | Erstveröffentlichung: 15. Dezember 2023                   |

### Mixtapes
| Jahr | Titel Musiklabel               | Höchstplatzierung, Gesamtwochen, AuszeichnungChartplatzierungen (Jahr, Titel, Musiklabel, Platzierungen, Wochen, Auszeichnungen, Anmerkungen) | Höchstplatzierung, Gesamtwochen, AuszeichnungChartplatzierungen (Jahr, Titel, Musiklabel, Platzierungen, Wochen, Auszeichnungen, Anmerkungen) | Höchstplatzierung, Gesamtwochen, AuszeichnungChartplatzierungen (Jahr, Titel, Musiklabel, Platzierungen, Wochen, Auszeichnungen, Anmerkungen) | Anmerkungen                            |
| Jahr | Titel Musiklabel               | FR | BEW | CH | Anmerkungen                            |
| ---- | ------------------------------ | --- | --- | --- | -------------------------------------- |
| 2012 | Z.E.R.O. Musicast              | FR141 (1 Wo.)FR | — | — | Erstveröffentlichung: 28. Mai 2012     |
| 2015 | Double Fuck Virgin Music (UMG) | FR4 (6 Wo.)FR | BEW7 (11 Wo.)BEW | CH35 (1 Wo.)CH | Erstveröffentlichung: 16. Oktober 2015 |

Weitere Mixtapes
- 2007: 43eme Bima

## Singles

### Als Leadmusiker
| Jahr | Titel Album                                | Höchstplatzierung, Gesamtwochen, AuszeichnungChartplatzierungen (Jahr, Titel, Album, Platzierungen, Wochen, Auszeichnungen, Anmerkungen) | Höchstplatzierung, Gesamtwochen, AuszeichnungChartplatzierungen (Jahr, Titel, Album, Platzierungen, Wochen, Auszeichnungen, Anmerkungen) | Höchstplatzierung, Gesamtwochen, AuszeichnungChartplatzierungen (Jahr, Titel, Album, Platzierungen, Wochen, Auszeichnungen, Anmerkungen) | Anmerkungen                                                                     |
| Jahr | Titel Album                                | FR | BEW | CH | Anmerkungen                                                                     |
| --- | ------------------------------------------ | --- | --- | --- | ------------------------------------------------------------------------------- |
| 2013 | Zoo Or noir                                | FR78 (27 Wo.)FR | — | — | Erstveröffentlichung: 2. März 2013                                              |
| 2013 | Binks Or noir                              | FR51 (4 Wo.)FR | — | — | Erstveröffentlichung: 11. Mai 2013                                              |
| 2013 | Paradis ou enfer Or noir                   | FR51 (5 Wo.)FR | — | — | Erstveröffentlichung: 14. September 2013                                        |
| 2013 | Dès le départ Or noir                      | FR43 (5 Wo.)FR | — | — | Erstveröffentlichung: 28. September 2013                                        |
| 2013 | Or noir                                    | FR106 (13 Wo.)FR | — | — | Erstveröffentlichung: 2. November 2013                                          |
| 2014 | Sombre Or noir Part II                     | FR41 (5 Wo.)FR | — | — | Erstveröffentlichung: 8. Februar 2014                                           |
| 2014 | S.E.V.R.A.N. Or noir Part II               | FR26 (4 Wo.)FR | — | — | Erstveröffentlichung: 22. Februar 2014                                          |
| 2014 | À l’heure Or noir Part II                  | FR27 (2 Wo.)FR | — | — | Erstveröffentlichung: 8. März 2014                                              |
| 2014 | Chargé Or noir Part II                     | FR130 Platin · (1 Wo.)FR | — | — | Erstveröffentlichung: 15. März 2014                                             |
| 2014 | Se-Vrak Le bruit de mon âme                | FR165 (1 Wo.)FR | — | — | Erstveröffentlichung: 25. September 2014                                        |
| 2014 | Comme Gucci Mane Le bruit de mon âme       | FR34 (2 Wo.)FR | — | — | Erstveröffentlichung: 27. Oktober 2014                                          |
| 2014 | 80 Zetrei Le bruit de mon âme              | FR25 (1 Wo.)FR | — | — | Erstveröffentlichung: 8. Dezember 2014                                          |
| 2015 | Le bruit de mon âme                        | FR24 (14 Wo.)FR | — | — | Erstveröffentlichung: 20. Februar 2015                                          |
| 2015 | Crystal Le bruit de mon âme                | FR19 (7 Wo.)FR | — | — | Erstveröffentlichung: 4. März 2015 feat. Future                                 |
| 2015 | Zone de transit Le bruit de mon âme        | FR155 (1 Wo.)FR | — | — | Erstveröffentlichung: 3. Juni 2015                                              |
| 2015 | Terrain Double Fuck                        | FR65 (3 Wo.)FR | — | — | Erstveröffentlichung: 18. September 2015                                        |
| 2015 | C’est la base Double Fuck                  | FR99 (1 Wo.)FR | — | — | Erstveröffentlichung: 2. Oktober 2015 feat. XV Barbar                           |
| 2015 | Sinaloa Double Fuck                        | FR141 (1 Wo.)FR | — | — | Erstveröffentlichung: 19. Oktober 2015                                          |
| 2016 | Bambou Braqueurs O.S.T.                    | FR155 (1 Wo.)FR | — | — | Erstveröffentlichung: 15. April 2016                                            |
| 2016 | Blow Okou Gnakouri                         | FR26 Platin · (29 Wo.)FR | — | — | Erstveröffentlichung: 30. September 2016                                        |
| 2016 | Nador Okou Gnakouri                        | FR35 Gold · (9 Wo.)FR | — | — | Erstveröffentlichung: 21. Oktober 2016                                          |
| 2016 | 2.7 Zéro 10. 17 Okou Gnakouri              | FR164 (1 Wo.)FR | — | — | Erstveröffentlichung: 10. November 2016 feat. Gucci Mane                        |
| 2017 | Tchoin Okou Gnakouri                       | FR7 Diamant · (42 Wo.)FR | BEW40 (4 Wo.)BEW | — | Erstveröffentlichung: Januar 2017                                               |
| 2017 | Dozo                                       | FR13 Gold · (8 Wo.)FR | BEW47 (1 Wo.)BEW | — | Erstveröffentlichung: 6. Oktober 2017                                           |
| 2017 | Je suis gninnin, je suis bien Dozo         | FR20 Gold · (18 Wo.)FR | — | — | Erstveröffentlichung: 13. Oktober 2017                                          |
| 2017 | Kébra Dozo                                 | FR32 (6 Wo.)FR | — | — | Erstveröffentlichung: 27. Oktober 2017                                          |
| 2017 | Bling Bling Dozo                           | FR9 Diamant · (32 Wo.)FR | — | — | Erstveröffentlichung: 30. November 2017 feat. Kalash Criminel & Sofiane         |
| 2018 | Diarabi Dozo                               | FR6 Diamant · (44 Wo.)FR | — | — | Erstveröffentlichung: 5. Februar 2018                                           |
| 2018 | G.O.K.O.U –                                | FR19 (12 Wo.)FR | — | — | Erstveröffentlichung: 22. Juni 2018                                             |
| 2018 | Aborigène –                                | FR70 (1 Wo.)FR | — | — | Erstveröffentlichung: 27. September 2018                                        |
| 2018 | Livraison Or noir Part 3                   | FR28 (5 Wo.)FR | — | — | Erstveröffentlichung: 26. Oktober 2018                                          |
| 2018 | Débrouillard Or noir Part 3                | FR26 Gold · (26 Wo.)FR | — | — | Erstveröffentlichung: 14. Dezember 2018                                         |
| 2019 | Aieaieouille Or noir Part 3                | FR19 (6 Wo.)FR | — | — | Erstveröffentlichung: 18. Januar 2019                                           |
| 2019 | Octogone Or noir Part 3                    | FR13 (8 Wo.)FR | — | — | Erstveröffentlichung: 29. Januar 2019                                           |
| 2019 | Gun Salute Or noir Part 3                  | FR14 Diamant · (21 Wo.)FR | — | — | Erstveröffentlichung: 20. Februar 2019                                          |
| 2019 | Cigarette Or noir Part 3                   | FR12 (4 Wo.)FR | — | — | Erstveröffentlichung: 3. Mai 2019 feat. Sch                                     |
| 2020 | Goulag 2.7.0                               | FR5 Gold · (13 Wo.)FR | — | — | Erstveröffentlichung: 3. Juli 2020                                              |
| 2020 | NRV 2.7.0                                  | FR8 Gold · (7 Wo.)FR | — | — | Erstveröffentlichung: 31. Juli 2020                                             |
| 2020 | Illimité 2.7.0                             | FR12 Gold · (10 Wo.)FR | — | — | Erstveröffentlichung: 21. August 2020                                           |
| 2020 | Deux deux 2.7.0                            | FR9 (5 Wo.)FR | — | — | Erstveröffentlichung: 3. Oktober 2020                                           |
| 2020 | IRM 2.7.0 (Streaming version)              | FR24 (3 Wo.)FR | — | — | Erstveröffentlichung: 23. Oktober 2020 feat. Freeze Corleone                    |
| 2020 | 1er cœur 2.7.0                             | FR32 Gold · (10 Wo.)FR | — | — | Erstveröffentlichung: 6. November 2020 feat. Gims                               |
| 2021 | Château Noir 2.7.0 : Château Noir          | FR8 Gold · (4 Wo.)FR | — | — | Erstveröffentlichung: 12. März 2021                                             |
| 2021 | Hallyday –                                 | FR96 (1 Wo.)FR | — | — | Erstveröffentlichung: 1. Juli 2021                                              |
| 2021 | Tchalla SVR                                | FR27 (3 Wo.)FR | — | — | Erstveröffentlichung: 11. Dezember 2021 mit Kalash Criminel                     |
| 2022 | Apocalypse SVR                             | FR2 Gold · (6 Wo.)FR | BEW46 (1 Wo.)BEW | CH66 (1 Wo.)CH | Erstveröffentlichung: 28. Januar 2022 mit Kalash Criminel feat. Freeze Corleone |
| 2023 | Double K –                                 | FR81 (2 Wo.)FR | — | — | Erstveröffentlichung: 23. Februar 2023 mit Kerchak                              |
| 2023 | Le Roi des ombres Le Roi des ombres O.S.T. | FR145 (1 Wo.)FR | — | — | Erstveröffentlichung: 17. März 2023                                             |
| 2023 | Pena Duro –                                | FR33 (3 Wo.)FR | — | — | Erstveröffentlichung: 4. Mai 2023                                               |
| 2023 | Borz –                                     | FR108 (1 Wo.)FR | — | — | Erstveröffentlichung: 15. Juni 2023                                             |
| 2023 | Mobalpa Day One                            | FR80 (1 Wo.)FR | — | — | Erstveröffentlichung: 16. November 2023                                         |
| 2024 | Qué lo que –                               | FR158 (1 Wo.)FR | — | — | Erstveröffentlichung: 20. Juni 2024 mit ElGrandeToto                            |
| 2025 | D sur d –                                  | FR150 (1 Wo.)FR | — | — | Erstveröffentlichung: 17. Juli 2025 mit Triangle des bermudes                   |
| Folgende Lieder erschienen nicht als Single, wurden aber durch das Album zum Download und Streaming bereitgestellt und konnten somit eine Platzierung erlangen: |                                            | | | |                                                                                 |
| |                                            | | | |                                                                                 |
| 2013 | L.E.F. Or noir                             | FR122 (1 Wo.)FR | — | — | feat. Booba                                                                     |
| 2013 | 63 Or noir                                 | FR130 (1 Wo.)FR | — | — |                                                                                 |
| 2013 | Bizon Or noir                              | FR159 (1 Wo.)FR | — | — |                                                                                 |
| 2013 | Je bibi Or noir                            | FR168 (1 Wo.)FR | — | — |                                                                                 |
| 2013 | Bouchon de liège Or noir                   | FR200 (1 Wo.)FR | — | — |                                                                                 |
| 2014 | Pablito Or noir Part II                    | FR182 (1 Wo.)FR | — | — |                                                                                 |
| 2015 | El chapo Le bruit de mon âme               | FR123 (1 Wo.)FR | — | — | feat. Lacrim                                                                    |
| 2015 | Talsadoum Double Fuck                      | FR160 (1 Wo.)FR | — | — |                                                                                 |
| 2015 | Petit vélo Double Fuck                     | FR169 (1 Wo.)FR | — | — |                                                                                 |
| 2015 | Où sont les € Double Fuck                  | FR171 (1 Wo.)FR | — | — | feat. Sch & Worms T                                                             |
| 2016 | Poussière Okou Gnakouri                    | FR39 Platin · (21 Wo.)FR | — | — |                                                                                 |
| 2016 | Boyz n the Hood Okou Gnakouri              | FR56 Platin · (27 Wo.)FR | — | — | feat. Kalash Criminel                                                           |
| 2016 | 4matic Okou Gnakouri                       | FR141 (1 Wo.)FR | — | — | feat. Kalash Criminel                                                           |
| 2016 | Contact Okou Gnakouri                      | FR183 Gold · (1 Wo.)FR | — | — |                                                                                 |
| 2016 | C’est pas pareil (Remix) Okou Gnakouri     | FR184 (1 Wo.)FR | — | — | mit Seth Gueko                                                                  |
| 2016 | Benz Okou Gnakouri                         | FR199 (1 Wo.)FR | — | — |                                                                                 |
| 2017 | Feghouli Dozo                              | FR42 (4 Wo.)FR | — | — |                                                                                 |
| 2017 | Végéta Dozo                                | FR61 (2 Wo.)FR | — | — |                                                                                 |
| 2017 | Oublier Dozo                               | FR97 (2 Wo.)FR | — | — |                                                                                 |
| 2017 | Être deux Dozo                             | FR90 (2 Wo.)FR | — | — |                                                                                 |
| 2017 | RPG Dozo                                   | FR125 (1 Wo.)FR | — | — |                                                                                 |
| 2017 | Courez Dozo                                | FR144 (1 Wo.)FR | — | — |                                                                                 |
| 2017 | Victoire Dozo                              | FR74 (2 Wo.)FR | — | — |                                                                                 |
| 2017 | Marchand d’ivoire Dozo                     | FR62 (2 Wo.)FR | — | — |                                                                                 |
| 2017 | Menace Dozo                                | FR67 (2 Wo.)FR | — | — |                                                                                 |
| 2017 | Mood Dozo                                  | FR84 (2 Wo.)FR | — | — |                                                                                 |
| 2017 | Pas idée Dozo                              | FR83 (2 Wo.)FR | — | — |                                                                                 |
| 2018 | Rafaler 93 Empire                          | FR131 (1 Wo.)FR | — | — | mit 4Keus Gang, Q. E. Favelas & Mac Kregor                                      |
| 2018 | Empire 93 Empire                           | FR8 (6 Wo.)FR | — | — | mit Sofiane                                                                     |
| 2018 | Nouvelle monnaie 93 Empire                 | FR34 (3 Wo.)FR | — | — | mit Landy & Sofiane                                                             |
| 2018 | Pas le choix 93 Empire                     | FR90 (3 Wo.)FR | — | — | mit Lartiste & Sofiane                                                          |
| 2019 | Omega Or noir Part 3                       | FR71 (5 Wo.)FR | — | — |                                                                                 |
| 2019 | Chien de la casse Or noir Part 3           | FR22 (2 Wo.)FR | — | — |                                                                                 |
| 2019 | Golf7 R Or noir Part 3                     | FR27 (3 Wo.)FR | — | — |                                                                                 |
| 2019 | Briganté Or noir Part 3                    | FR33 (2 Wo.)FR | — | — | feat. Mac Tyer & Sofiane                                                        |
| 2019 | Dévalisé Or noir Part 3                    | FR36 (3 Wo.)FR | — | — |                                                                                 |
| 2019 | Monsieur Météo Or noir Part 3              | FR43 (2 Wo.)FR | — | — |                                                                                 |
| 2019 | Détails Or noir Part 3                     | FR70 (2 Wo.)FR | — | — |                                                                                 |
| 2019 | Tout était écrit Or noir Part 3            | FR75 (1 Wo.)FR | — | — |                                                                                 |
| 2019 | Ça on l’a Or noir Part 3                   | FR85 (1 Wo.)FR | — | — |                                                                                 |
| 2019 | Comme un refrain Or noir Part 3            | FR99 (1 Wo.)FR | — | — |                                                                                 |
| 2019 | Douane Or noir Part 3                      | FR106 (1 Wo.)FR | — | — |                                                                                 |
| 2019 | Exo Planète Or noir Part 3                 | FR59 (2 Wo.)FR | — | — |                                                                                 |
| 2020 | Freestyle 2.7.0 2.7.0                      | FR42 (2 Wo.)FR | — | — |                                                                                 |
| 2020 | Sosa 2.7.0                                 | FR19 (3 Wo.)FR | — | — |                                                                                 |
| 2020 | Réussite 2.7.0                             | FR22 (2 Wo.)FR | — | — |                                                                                 |
| 2020 | Piquée 2.7.0                               | FR26 (4 Wo.)FR | — | — |                                                                                 |
| 2020 | Mandalorian 2.7.0                          | FR34 (2 Wo.)FR | — | — |                                                                                 |
| 2020 | Ultra 2.7.0                                | FR38 (1 Wo.)FR | — | — |                                                                                 |
| 2020 | Lumière 2.7.0                              | FR46 (1 Wo.)FR | — | — |                                                                                 |
| 2020 | Moula moula 2.7.0                          | FR65 (1 Wo.)FR | — | — |                                                                                 |
| 2020 | Tout est prêt 2.7.0                        | FR77 (1 Wo.)FR | — | — |                                                                                 |
| 2020 | Guedro 2.7.0                               | FR84 (1 Wo.)FR | — | — |                                                                                 |
| 2020 | Bope 2.7.0                                 | FR100 (1 Wo.)FR | — | — |                                                                                 |
| 2020 | Big riska 2.7.0                            | FR107 (1 Wo.)FR | — | — |                                                                                 |
| 2020 | Valhalla 2.7.0                             | FR113 (1 Wo.)FR | — | — |                                                                                 |
| 2021 | Akrapovic 2.7.0 : Château Noir             | FR81 (1 Wo.)FR | — | — |                                                                                 |
| 2021 | Equipage 2.7.0 : Château Noir              | FR122 (1 Wo.)FR | — | — |                                                                                 |
| 2021 | Top 2.7.0 : Château Noir                   | FR175 (1 Wo.)FR | — | — |                                                                                 |
| 2021 | Se 2.7.0 : Château Noir                    | FR178 (1 Wo.)FR | — | — |                                                                                 |
| 2021 | 2363 2.7.0 : Château Noir                  | FR182 (1 Wo.)FR | — | — |                                                                                 |
| 2022 | Shooter SVR                                | FR20 (5 Wo.)FR | — | — | mit Kalash Criminel                                                             |
| 2022 | C’est nous les O.G SVR                     | FR24 (1 Wo.)FR | — | — | mit Kalash Criminel                                                             |
| 2022 | Les abymes SVR                             | FR31 (1 Wo.)FR | — | — | mit Kalash Criminel                                                             |
| 2022 | Tu dois des sous SVR                       | FR41 (1 Wo.)FR | — | — | mit Kalash Criminel                                                             |
| 2022 | Angle mort SVR                             | FR43 (1 Wo.)FR | — | — | mit Kalash Criminel                                                             |
| 2022 | Goudronné SVR                              | FR51 (1 Wo.)FR | — | — | mit Kalash Criminel                                                             |
| 2022 | Sur le banc SVR                            | FR52 (1 Wo.)FR | — | — | mit Kalash Criminel                                                             |
| 2022 | BBL SVR                                    | FR57 (1 Wo.)FR | — | — | mit Kalash Criminel                                                             |
| 2022 | King Von SVR66                             | FR57 (1 Wo.)FR | — | — | mit Kalash Criminel                                                             |
| 2022 | Balistique SVR                             | FR85 (1 Wo.)FR | — | — | mit Kalash Criminel                                                             |
| 2022 | Fiché S SVR                                | FR88 (1 Wo.)FR | — | — | mit Kalash Criminel                                                             |
| 2022 | Tous les jours SVR                         | FR99 (1 Wo.)FR | — | — | mit Kalash Criminel                                                             |
| 2022 | Barillet SVR                               | FR115 (1 Wo.)FR | — | — | mit Kalash Criminel                                                             |
| 2023 | Automatic Day One                          | FR68 (1 Wo.)FR | — | — | feat. Sch                                                                       |
| 2023 | Panama Day One                             | FR7 Diamant · (29 Wo.)FR | BEW29 Platin · (5 Wo.)BEW | CH89 (2 Wo.)CH | feat. Hamza                                                                     |
| 2023 | Le prix de la réussite Day One             | FR128 (1 Wo.)FR | — | — |                                                                                 |
| 2023 | Pangara Day One                            | FR130 (1 Wo.)FR | — | — | feat. Koba LaD                                                                  |
| 2023 | Dans la fusée Day One                      | FR135 (1 Wo.)FR | — | — |                                                                                 |
| 2023 | Tu parles un peu trop Day One              | FR198 (1 Wo.)FR | — | — |                                                                                 |

### Als Gastmusiker
| Jahr | Titel Album                               | Höchstplatzierung, Gesamtwochen, AuszeichnungChartplatzierungen (Jahr, Titel, Album, Platzierungen, Wochen, Auszeichnungen, Anmerkungen) | Höchstplatzierung, Gesamtwochen, AuszeichnungChartplatzierungen (Jahr, Titel, Album, Platzierungen, Wochen, Auszeichnungen, Anmerkungen) | Höchstplatzierung, Gesamtwochen, AuszeichnungChartplatzierungen (Jahr, Titel, Album, Platzierungen, Wochen, Auszeichnungen, Anmerkungen) | Anmerkungen                                                             |
| Jahr | Titel Album                               | FR | BEW | CH | Anmerkungen                                                             |
| --- | ----------------------------------------- | --- | --- | --- | ----------------------------------------------------------------------- |
| 2014 | La mort ou tchitchi Miraculé              | FR38 (5 Wo.)FR | — | — | Erstveröffentlichung: 22. Mai 2014 Niro feat. Kaaris                    |
| 2015 | Bouteilles et glocks Perestroïka          | FR91 (1 Wo.)FR | — | — | Erstveröffentlichung: 16. Februar 2015 Dosseh feat. Kaaris              |
| 2018 | Il se passe quoi C’est la street mon pote | FR107 (2 Wo.)FR | — | — | Erstveröffentlichung: 23. November 2018 mit Mac Tyer                    |
| 2019 | Vida loca L’histoire d’un gang            | FR18 (5 Wo.)FR | — | — | Erstveröffentlichung: 11. Januar 2019 mit 4Keus Gang                    |
| 2024 | Enlève tes pes-sa –                       | FR55 (3 Wo.)FR | — | — | Erstveröffentlichung: 9. Mai 2024 Leto feat. Jksn, Kaaris & La Mano 1.9 |
| 2024 | Casamigos Turpitude                       | FR179 (1 Wo.)FR | — | — | Erstveröffentlichung: 7. Juni 2024 Jok’air feat. Kaaris & Ogee          |
| Folgende Lieder erschienen nicht als Single, wurden aber durch das Album zum Download und Streaming bereitgestellt und konnten somit eine Platzierung erlangen: |                                           | | | |                                                                         |
| |                                           | | | |                                                                         |
| 2012 | Kalash Futur                              | FR116 (4 Wo.)FR | — | — | Booba feat. Kaaris                                                      |
| 2016 | Arrêt du cœur RAS                         | FR61 Diamant · (10 Wo.)FR | — | — | Kalash Criminel feat. Kaaris                                            |
| 2018 | Mistigris Affranchis                      | FR13 (6 Wo.)FR | — | — | Sofiane feat. Kaaris                                                    |
| 2018 | GB Grandestino                            | FR62 Gold · (10 Wo.)FR | — | — | Lartiste feat. Kaaris & DJ Mc Fly                                       |
| 2019 | D’une autre manière Mexico                | FR101 (1 Wo.)FR | — | — | Da Uzi feat. Kaaris                                                     |
| 2019 | Nautilus Monument                         | FR103 (2 Wo.)FR | — | — | Alkpote feat. Kaaris                                                    |
| 2020 | Grosse bleta Le Fléau                     | FR70 (1 Wo.)FR | — | — | Charteinstieg: 11. Dezember 2020 Maître Gims feat. Kaaris               |
| 2020 | Soldat tue soldat Don Dada Mixtape Vol.1  | FR38 Gold · (3 Wo.)FR | — | — | Charteinstieg: 25. Dezember 2020 Alpha Wann feat. Infinit’ & Kaaris     |
| 2022 | VVS La TN (Team Naps)                     | FR145 (1 Wo.)FR | — | — | Charteinstieg: 24. Juni 2022 Naps feat. Kaaris & Kalash Criminel        |
| 2025 | Rien ne se remplace Essonne History X     | FR77 (… Wo.)FR | — | — | Ziak feat. Kaaris                                                       |

## Sonderveröffentlichungen
Gastbeiträge
- 2011: Criminelle league (Booba feat. Kaaris)
- 2014: Haram Para (Haftbefehl feat. Kaaris)

## Statistik

### Chartauswertung
|                     | FR     | BEW      | CH     |
| ------------------- | ------ | -------- | ------ |
| Nummer-eins-Alben   | FR1FR  | BEW—BEW  | CH—CH  |
| Top-10-Alben        | FR8FR  | BEW5BEW  | CH—CH  |
| Alben in den Charts | FR11FR | BEW10BEW | CH10CH |

|                       | FR      | BEW     | CH    |
| --------------------- | ------- | ------- | ----- |
| Nummer-eins-Singles   | FR—FR   | BEW—BEW | CH—CH |
| Top-10-Singles        | FR10FR  | BEW—BEW | CH—CH |
| Singles in den Charts | FR149FR | BEW4BEW | CH2CH |

### Auszeichnungen für Musikverkäufe
Anmerkung: Auszeichnungen in Ländern aus den Charttabellen bzw. Chartboxen sind in ebendiesen zu finden.
| Land/RegionAuszeichnungen für Musikverkäufe (Land/Region, Auszeichnungen, Verkäufe, Quellen) | Gold       | Platin       | Diamant     | Verkäufe  | Quellen         |
| -------------------------------------------------------------------------------------------- | ---------- | ------------ | ----------- | --------- | --------------- |
| Belgien (BRMA)                                                                               | —          | Platin1      | —           | 20.000    | ultratop.be     |
| Frankreich (SNEP)                                                                            | 15× Gold15 | 12× Platin12 | 6× Diamant6 | 4.766.663 | snepmusique.com |
| Insgesamt                                                                                    | 15× Gold15 | 13× Platin13 | 6× Diamant6 |           |                 |